# 100 años de perdón
100 años de perdón (1998) es una película venezolana del cineasta y realizador argentino Alejandro Saderman, hecha en coproducción con Estados Unidos y Alemania, y protagonizada por los actores Orlando Urdaneta, Daniel Lugo, Aroldo Betancourt y Mariano Álvarez. Contó con promoción tanto en Hispanoamérica como en Estados Unidos y Alemania, donde logró un éxito moderado.
En 2016 la película fue votada como una de las mejores 50 películas del cine venezolano en una encuesta hecha por la Cinemateca Nacional.

## Sinopsis
En Caracas de 1994, una crisis bancaria provoca la quiebra del banco en el cual Horacio, divorciado y padre de un niño, tenía depositados los ahorros de su vida. Sin dinero, se encuentra en apuros para organizar los festejos de su familia en plena víspera de Navidad. Se produce un reencuentro con sus compañeros Valmore, Rogelio y Vicente, todos ellos asimismo en bancarrota por idéntica causa. Luego de quejumbrosas reflexiones sobre la falta de ética y honestidad en la gestión bancaria y varios tragos de licor, deciden solucionar desesperadamente su precaria situación financiera con una idea insólita: asaltar el Banco Panamericano y así, de paso, tomar venganza de quienes consideran los han expoliado impunemente. Total, bien reza el proverbio popular que «ladrón que roba a ladrón tiene cien años de perdón».
Luego de un mediocremente urdido plan, los cuatro amigos logran entrar en las bóvedas de una entidad bancaria recientemente auxiliada por el gobierno, solo para descubrir que la junta directiva del banco se les ha adelantado. Sintiéndose burlados por segunda vez, los amigos pierden el control de la situación y el asalto deviene en secuestro. Las cosas se complicarán más aún cuando llegan la prensa y la policía.

## Reparto
| Orlando Urdaneta       | Horacio                           |
| Daniel Lugo            | Valmore                           |
| Aroldo Betancourt      | Rogelio                           |
| Mariano Álvarez        | Vicente                           |
| Elluz Peraza           | Lucía Carvajal                    |
| Flavio Caballero       | Juan Carlos                       |
| Alicia Plaza           | Rita                              |
| Armando Gota           | Pujol                             |
| Cayito Aponte          | Presidente del Banco Panamericano |
| Dad Dáger              | Magaly                            |
| Basilio Álvarez        | Chofer de Taxi                    |
| Diego Rísquez          | Director del comercial            |
| Manuel Salazar         | Comisario Gómez Lira              |
| Karl Hoffman           | Iñaki Ezeiza                      |
| Francisco Guinot       | Don Pedro                         |
| Beatriz Vázquez        | Ana María                         |
| Gregorio Milano        | Pancho                            |
| Sebastián Falco        | Raúl Rivera                       |
| María Teresa Hernández | Rosa Eugenia                      |
| Roberto Colmenares     | Ministro                          |
| Isabel Hungría         | Señora Carmen                     |
| William Colmenares     | Melcocha                          |
| Alba Roversi           | Susana Rondón                     |
| Eva Blanco             | Señora Claudia                    |
| Beatriz Valdés         | Monserrat                         |
| Mirtha Borges          | Consuelo                          |
| Olimpia Maldonado      | Tía Hortensia                     |
| José Visconti          | Rafa Ramírez                      |